# Patricio Arellano
Patricio Roque Arellano (Santa Fe, 9 de diciembre de 1981) es un cantante, compositor y actor argentino.
Su formación artística le ha permitido desarrollar su carrera en la música, la televisión, el cine, el teatro y la radio con más de 30 años de trayectoria.

## Biografía
Desde pequeño se dedicó al teatro y la actuación, aunque siempre tuvo en claro que quería ser cuando sea grande: Cantante. Escribió su primera canción, «Tanto», a los 13 años.
En 1995 interpretó Romeo y Julieta junto a Gustavo Bermúdez en Mar del Plata con un éxito rotundo.
En 1997 participó del film de Pol-Ka Comodines junto a Adrián Suar y Carlos Calvo. Comenzó a incursionar en la música y graba en Buenos Aires, Florida y California bajo la producción de Pablo Durand.
En 1999 participó de la tira Gasoleros, de Canal 13.
En 2001 participó de la tira El sodero de mi vida.
En 2002 actuó en la obra teatral El auto de papá, junto a Pipo Pescador, y fue uno de los 20 finalistas de PopStars Argentina en Telefé.
En 2003 se incorporó al elenco de Costumbres argentinas junto a Carlos Calvo y Tomás Fonzi, entre otras figuras.
En 2004 participó de la tira Padre coraje.
En 2005 protagonizó Aladín... será genial, en el teatro Opera. Y allí mismo realizó el show musical Human Nature con canciones clásicas de los años ochenta y noventa junto a Virginia da Cunha.
En 2006 entra a formar parte de la tira del Canal 9 El tiempo no para y en la tira de Pol-Ka Sos mi vida.
En 2008 participó en el Teatro Premier del musical argentino El burdel de París, inspirado en el musical Moulin Rouge y que contó con otros grandes talentos como Flavia Pereda, Luz Cipriota y Manuel Feito. Ese mismo año hizo Track en el Teatro Broadway II, y protagonizó La maga y el camino dorado emitida por Nickelodeon a todo Latinoamérica. Actualmente se emite en Italia. La miniserie está basada en el más maravilloso de los cuentos clásicos infantiles, El Mago de Oz, llegó esta historia en donde la fantasía y la realidad se mezclan para cumplir los sueños. Patricio, en esta novela tuvo el papel de Ivan y Arjan. Ivan tenía una gran debilidad por Dorana la protagonista (Florencia Otero) y ella estaba secretamente enamorada de él.
En 2009 incursionó en el ámbito radial como conductor de La búsqueda en AM950.
Hacia fines del 2010 Patricio fue convocado por la producción de Nickelodeon, Televisa e Illusion Studios para sumarse al elenco que integran la mexicana Eiza González, Santiago Ramundo, Vanesa Gabriela Leiro, Brenda Asnicar y Gastón Soffritti, entre otros jóvenes y talentosos actores. Se integra a la telenovela Sueña conmigo, donde interpreta a "Vico", quien compite con Luca por el amor de Clara.
En 2011 dio a conocer a través de su cuenta en Youtube una versión en inglés de «Mi vida con vos», segundo corte de su primer álbum El único. «My life with you» contó con la colaboración de la australiana Alexandra Jae.
En 2012 debutó con su programa Un León en Radio Palermo FM 93.9.
En 2013 estuvo de gira en Colombia difundiendo su segundo disco. Encantado por su público y paisajes colombianos, no dudó en grabar el videoclip de «Hoy».
En 2014 Nickelodeon vuelve a unir a Florencia Otero y Patricio Arellano para hacer el musical Oz en concierto. Un show que despliega magia, despierta sentimientos y emociona al oír cantar ambas voces fusionadas.
Con dos exitosos trabajos discográficos El único (2009) y Un león (2011), este año regresa a los escenarios con el lanzamiento de Romeo, un álbum versátil, con 12 canciones originales de su propia autoría que van desde el género pop hasta la bachata y el rock.
En 2016 es convocado por Flavio Mendoza para cumplir el papel fundamental de "Rufino" en la avenida Corrientes, en el musical "Franciscus, una razón para vivir" dirigida por Norma Aleandro. Por su rol artístico destacado, fue invitado a formar parte del elenco de la misma obra en España, que se estrenó meses más tarde. Al regresar a Argentina, se incorpora a la obra de teatro "Porter" haciendo el papel de "Kevin". 
En 2017, tras un año de introspección se vuelve a volcar a la música, lanzando su cuarto disco "Nuevo sol": “Todos los discos marcan un momento, son como una fotografía de la vida del cantante”, dijo el músico, quien además compuso todas las canciones. 
El disco trata de dar un mensaje y habla de amor pero de una manera más universal, en toda la gama y en su abanico de posibilidades.
Hacia fin de año, volviendo a los musicales de la Avenida Corrientes, se incorpora al elenco de "Stravaganza Tango".
En 2018 hizo una participación especial de Heidi, bienvenida a casa. Luego fue convocado a formar parte del clásico musical "El violinista en el tejado" protagonizado por Raul Lavié, en el teatro Astral. 
En 2019, con cuatro discos en su haber, realiza una gira musical en México, España y Polonia, cerrando el año con un show en Buenos Aires con entradas agotadas.
El 2020 lo comenzó haciendo temporada en Carlos Paz, en el teatro Luxor haciendo "Un estreno o un velorio". Luego, adaptándose a la situación actual, en julio hizo su primer show en vivo desde el teatro Picadero, junto a su fiel público, pero esta vez en línea. Reconocido por su experiencia y profesionalismo, es convocado para cantar junto a Laura Novoa en "Cantando 2020".

## Actividad
El 13 de diciembre de 2009 hizo el lanzamiento de su primer CD en el Tattersall de Palermo; así, en 2010 Patricio se volcó de lleno a la música presentando su primer CD El único. Realizó más de una decena de shows en el Velma Café, Maipo Club, Teatro Municipal de Santa Fe y como invitado especial de la Fiesta de La Primavera en Villa Carlos Paz. Todos los temas pertenecientes al disco son de su autoría, a excepción de «Que locura enamorarme de ti», que pertenece a Alejandro Vezzani. Continuando con la difusión de su primer CD, que cuenta con la producción musical de Oscar Mediavilla, se presentó el miércoles 10 de noviembre de 2010 frente a un Teatro Astral colmado de espectadores con ansias de escuchar por primera vez a su ídolo en un teatro de la calle Corrientes. Fue una noche cargada de emotividad, sorpresas y las excelentes canciones de este carismático cantautor. Las sorpresas vinieron de la mano de las artistas femeninas invitadas: Ivón Guzmán, Virginia da Cunha, Laura Miller y Florencia Otero con quién realizó la más bella versión escuchada hasta el momento del tema «Las noches contigo». De todos los covers realizados el más aplaudido fue la versión acústica de «Bad romance» de Lady Gaga. El gran final se sucedió con la interpretación del tema «Nadie» junto al coro Kennedy con la dirección del maestro Raúl Fritzsche.
Luego de un gran trabajo con su primer disco El único, con el que ha conseguido un gran crecimiento y proyección tanto a nivel nacional como internacional, para darle un cierre se despidió en Velma Café el 3 de junio de 2011, con un show increíble en el que adelantó parte del trabajo de su segundo disco.
El 29 de agosto de 2011 presentó su nuevo material discográfico Un león, en Samsung Studio. Grabó con una mega producción su videoclip «Un león», con la uruguaya Claudia Fernández como objeto de deseo del león, que es acechada por él durante toda la noche hasta convertirse en su presa.
El videoclip de su segundo corte «Corré» fue realizado en noviembre de 2011 a lo largo de dos extensas y calurosas jornadas de exteriores con un importante despliegue de producción, y la participación de Luz Cipriota como coprotagonista de la historia. El video muestra a Patricio Arellano en una inquietante persecución por los paisajes más atractivos de Buenos Aires.
Para rodar el videoclip de «Sobrenatural», Patricio Arellano eligió a Sofía Pachano. En el mismo logran transmitir de una forma perfecta la letra de la canción, la cual cuenta la historia de dos personas que se encuentran de la mano del destino y del amor.
Realizó shows en la costa atlántica, Córdoba, Mendoza y se presentó en General Roca en la Fiesta Nacional de la Manzana. Realizó una gira promocional en Mar del Plata y en febrero de 2012 se volvió a presentar en Velma Café. Para su grata sorpresa, todos sus compañeros del elenco de Sueña Conmigo (Nickelodeon y Telefe) asistieron al show que brindó.
El 19 de mayo de 2012 realizó en exclusiva un acústico para sus fanes en El camarín, programa de radio que se emite por FM 89.1 touché! los sábados de 11 a 14, allí sus fieles seguidores compartieron un momento mágico, intimista e inolvidable.
En enero de 2013 viajó a Colombia para promocionar su último material, Un león y cumplió ampliamente con sus objetivos. No solo conquistó al público colombiano, sino también a los directivos de importantes cadenas televisivas que le acercaron varias propuestas para ficción.
El 10 de agosto de 2013 volvió a la avenida Corrientes para convocar a cientos de fanes en el Teatro Astral, donde desplegó todo su talento.
Bajo la producción de Fede Montero en mayo de 2014 se encargó de hacer vibrar al público con su nuevo material Romeo. A lo largo del concierto el cantante presentó parte de su tercer álbum, y realizó un recorrido por sus grandes éxitos.
En junio de 2014 hizo su presentación en Sala Siranush frente a la prensa y un fiel público que agotó localidades.

## Discografía
Romántico por naturaleza, Patricio siempre le canta al amor y las letras de sus canciones están nutridas de sus propias experiencias. Un artista que, a corazón abierto desborda en sus shows carisma, talento y emoción.
El Único (2009)
1. Mi vida con vos
2. Nadie
3. Inevitable comparar
4. Abre
5. Respira
6. Solo agoto mis recursos
7. Quiero pasarla bien
8. Las noches contigo (Dúo con Flor Otero).
9. El único
10. El recuerdo de que alguna vez fui amado
11. Que no sea feliz tu cumpleaños
12. Pato No Está!
13. Qué locura enamorarme de ti

Un León (2011)
1. Un león
2. Por qué
3. Alguien que te pueda completar
4. Corré
5. Una almohada
6. Te extraño
7. Sobrenatural
8. Podría cambiar
9. Mucho más
10. No creo más en el amor
11. El secreto
12. Sobrenatural-Remix (dúo con Laura Miller).

Romeo (2014)
1. Romeo
2. Un deseo
3. Conmigo no
4. Kriptonita
5. Quiero salvarte
6. Máquina sexual
7. Se fue
8. Yo te conozco
9. Que duermas conmigo (feat. Isabella Castillo).
10. Música por favor!
11. Te extraño (versión balada).
12. Hoy

Nuevo sol (2017)
1. Nuevo Sol
2. Cómo Ser Tu Novio
3. El Día Que Alguien Se Enamoré De Mi (feat. Natalie Pérez)
4. Amigos Solamente (feat. Florencia Otero)
5. Amor Distorsionado
6. Quiero
7. Amor Sin Edad (feat. Patricia Sosa)
8. Desnudo
9. Mis Amigos
10. Esto Es El Amor
11. Abre
12. No Creo Más En El Amor (Remix)
13. Cuando No Estás (feat. Luz Cipriota)
14. Adiós (feat. Patricia Sosa)